# Anillo de vórtice

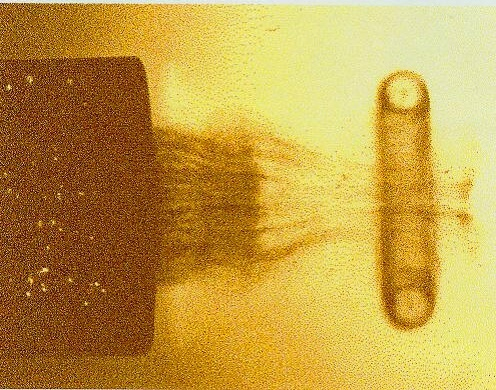
Imagen de un anillo vorticial en vuelo

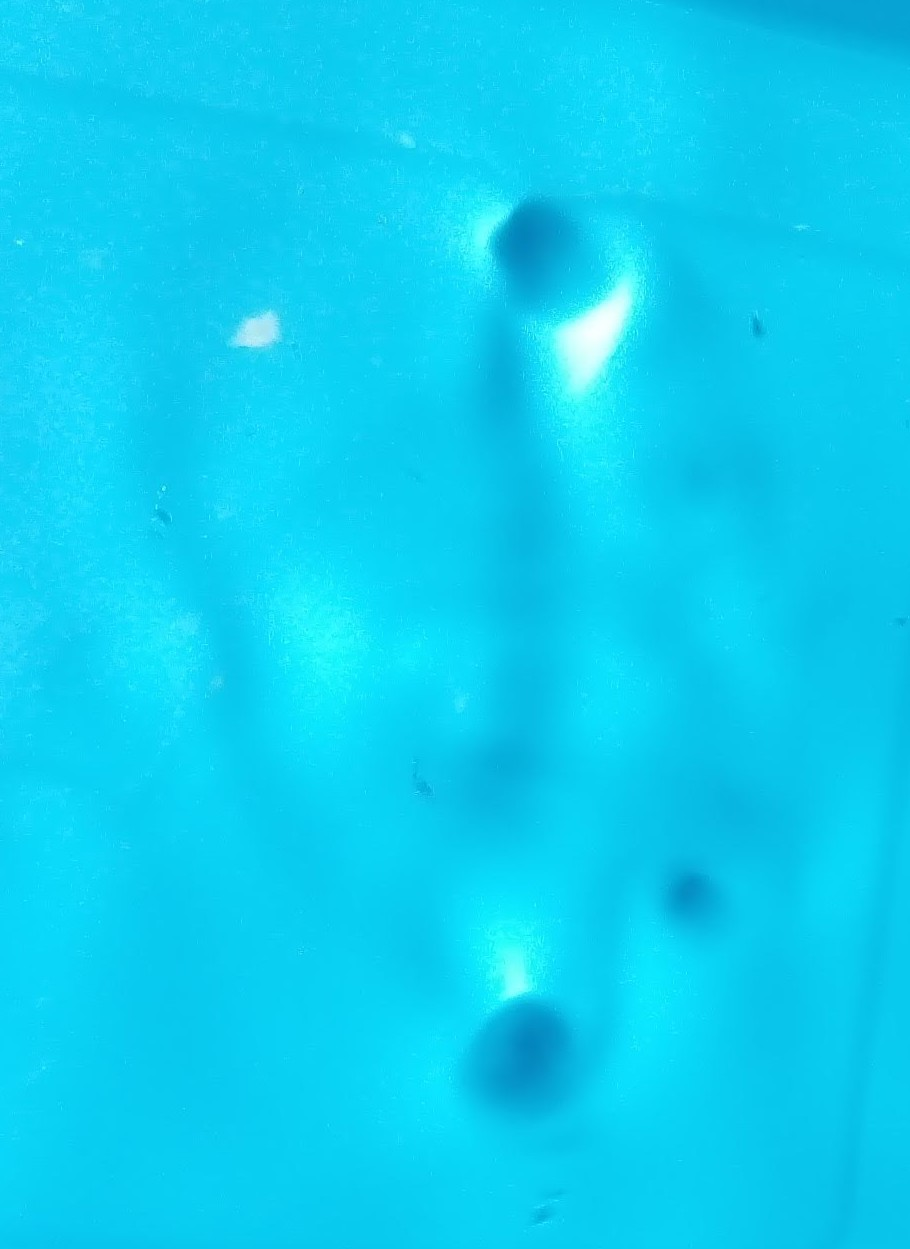
Mitad de anillo vorticial en el agua, hecho con una cuchara.

Un anillo de vórtice, también llamado anillo vorticial o vórtice toroidal, es un vórtice con forma de toro que se forma en un líquido o en un gas. Es una región donde el fluido gira principalmente alrededor de una línea de eje imaginaria que forma un circuito cerrado. Se dice que el flujo dominante en un anillo vorticial es toroidal, y más precisamente poloidal.  
Los anillos vorticiales abundan en los flujos turbulentos de líquidos y gases, pero rara vez se hacen visibles a simple vista, a menos que el movimiento del fluido sea revelado por partículas suspendidas, como en los anillos de humo que a menudo son producidos intencionalmente o accidentalmente por los fumadores. Los anillos de vórtice ardiente también son un truco comúnmente producido por los tragafuegos. Anillos de vórtice visibles también se pueden formar con los disparos de algunos tipos de artillería, en nubes de hongo y en los fenómenos atmosféricos conocidos como microrreventones.
Un anillo de vórtice generalmente tiende a moverse en una dirección que es perpendicular al plano del anillo y de tal manera que el borde interno del anillo se mueve más rápido hacia adelante que el borde externo. Dentro de un cuerpo estacionario de fluido, un anillo de vórtice puede viajar por una distancia relativamente larga, llevando el fluido giratorio con él. 

## Estructura

Flujo alrededor de un anillo de vórtice idealizado

En un anillo de vórtice típico, las partículas de fluido se mueven en caminos aproximadamente circulares alrededor de un círculo imaginario (el núcleo) que es perpendicular a esos caminos. Como en cualquier vórtice, la velocidad del fluido es aproximadamente constante, excepto cerca del núcleo, de modo que la velocidad angular aumenta hacia el núcleo, y la mayor parte de la vorticidad (y por lo tanto, la mayor parte de la disipación de energía) se concentra cerca de él. 
A diferencia de una ola marina, cuyo movimiento solo es aparente, un anillo de vórtice en movimiento transporta el fluido giratorio. Al igual que una rueda giratoria disminuye la fricción entre un automóvil y el suelo, el flujo poloidal del vórtice disminuye la fricción entre el núcleo y el fluido estacionario circundante, lo que le permite recorrer una gran distancia con una pérdida relativamente pequeña de masa y energía cinética, y un pequeño cambio en tamaño o forma. Por lo tanto, un anillo de vórtice puede llevar la masa mucho más lejos y con menos dispersión que un chorro de fluido. Eso explica, por ejemplo, por qué un anillo de humo sigue viajando mucho después de que se haya detenido y se haya dispersado cualquier humo extra que lo acompañase. Estas propiedades de los anillos de vórtice se explotan en las armas de anillo de vórtice utilizadas para el control de disturbios y los juguetes de anillo de vórtice, como los cañones de vórtices de aire.

## Formación
Una manera de formar un anillo de vórtice es inyectando una masa compacta de fluido en movimiento rápido (A) en una masa de fluido estacionario (B) (que puede ser el mismo fluido). La fricción viscosa en el contacto entre los dos fluidos ralentiza las capas externas de A en relación con su núcleo. Esas capas externas luego se deslizan alrededor de la masa A y se acumulan en la parte posterior, donde vuelven a entrar en la masa a raíz de la parte interna que se mueve más rápido. El resultado neto es un flujo poloidal en A que evoluciona en un anillo de vórtice. 
Este mecanismo se ve comúnmente, por ejemplo, cuando una gota de líquido coloreado cae en una taza de agua. También se ve a menudo en el borde de ataque de un penacho o chorro de fluido cuando entra en una masa estacionaria; de manera que la cabeza en forma de hongo ("penacho inicial") que se desarrolla en la punta del chorro tiene una estructura de anillo de vórtice. 

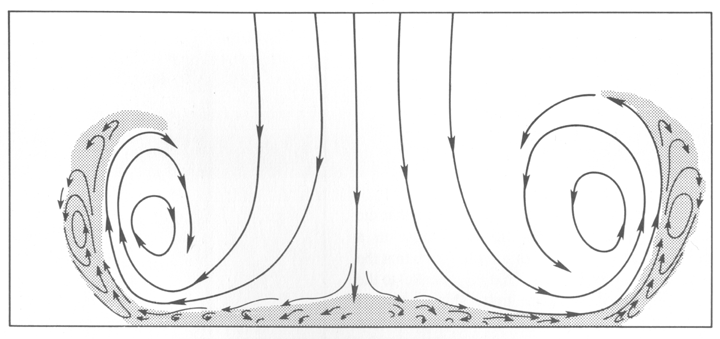
Anillo de vórtice de un micro estallido atmosférico

Una variante de este proceso puede ocurrir cuando un chorro dentro de un fluido golpea una superficie plana, como en un micro estallido atmosférico. En este caso, el giro poloidal del anillo de vórtice se debe a una fricción viscosa entre la capa de flujo rápido hacia afuera cerca de la superficie y el fluido que se mueve más lentamente por encima. 
También se forma un anillo de vórtice cuando se empuja bruscamente una masa de fluido desde un espacio cerrado a través de una abertura estrecha. En este caso, el flujo poloidal se pone en movimiento, al menos en parte, por interacción entre las partes externas de la masa de fluido y los bordes de la abertura. Así es como un fumador expulsa los anillos de humo de la boca, y cómo funciona la mayoría de los juguetes con anillos de vórtice. 
Los anillos de vórtice también se pueden formar a partir de un objeto sólido que cae o se mueve a través de un fluido a una velocidad suficiente. También pueden formarse delante de un objeto que invierte abruptamente su movimiento en un fluido, como cuando se producen anillos de humo al sacudir una varilla de incienso. Un anillo de vórtice también puede ser creado por una hélice giratoria, como en una licuadora. 

## Otros ejemplos

### Estado del anillo de vórtice en helicópteros

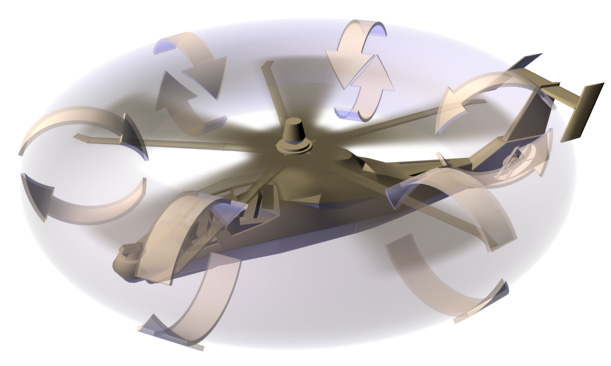
Las flechas curvas indican la circulación del flujo de aire alrededor del disco del rotor. El helicóptero que se muestra es el RAH-66 Comanche

Se pueden formar vórtices de aire alrededor del rotor principal de un helicóptero, causando una condición peligrosa conocida como estado de anillo de vórtice o "asentamiento con energía". En esta condición, el aire que se mueve hacia abajo a través del rotor gira hacia afuera, luego hacia arriba, hacia adentro y por último hacia abajo a través del rotor nuevamente. Esta recirculación del flujo puede anular gran parte de la fuerza de elevación y causar una pérdida de altitud  catastrófica. Aplicar más potencia (aumentando el paso del colector) sirve para acelerar aún más la corriente descendente a través de la cual el rotor principal desciende, lo que incrementa el problema. 

### Vórtices en el corazón humano
Se forma un anillo de vórtice en el ventrículo izquierdo del corazón humano durante la relajación cardíaca (diástole), a medida que entra un chorro de sangre a través de la válvula mitral. Este fenómeno se observó inicialmente in vitro y posteriormente se confirmó mediante análisis basados en las imágenes  Doppler en color y la resonancia magnética. Algunos estudios recientes también han confirmado la presencia de un anillo de vórtice durante la fase de llenado rápido de la diástole, de lo que se dedujo que el proceso de formación del anillo de vórtice puede influir en la dinámica del anillo mitral. 

### Anillos de burbujas
La liberación de aire bajo el agua forma anillos de burbujas, que son vórtices de burbujas (o incluso una sola burbuja en forma toroidal) atrapadas a lo largo de su línea de eje. Tales anillos a menudo son producidos por buzos y delfines.

### Anillos de vórtice separados

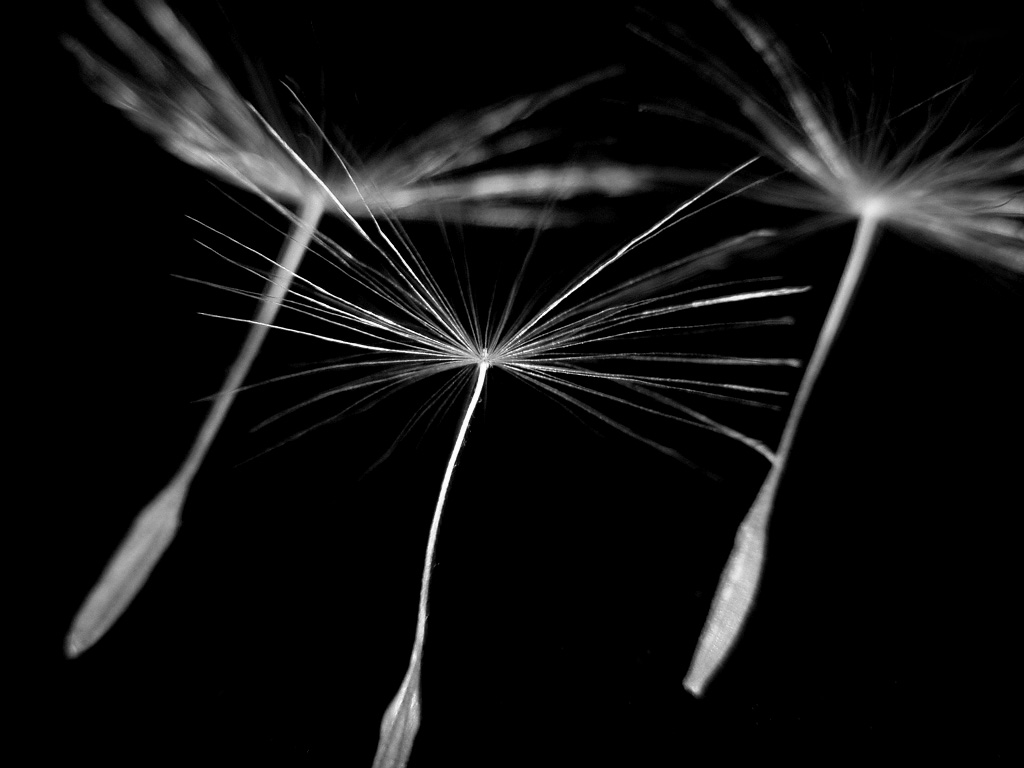
Semillas del diente de león que producen un anillo de vórtice separado para estabilizar el vuelo.

Se han realizado investigaciones y experimentos sobre la existencia de anillos de vórtice separados como los formados por las semillas de algunas plantas transportadas por el vjento, como los vilanos del diente de león. Este tipo especial de anillo de vórtice estabiliza efectivamente la semilla a medida que viaja a través del aire y aumenta su sustentación. En comparación con un anillo de vórtice estándar, que se impulsa aguas abajo, los anillos de vórtice axialmente simétricos permanecen unidos a las semillas durante la duración de su vuelo, alargando su alcance.

## Teoría

### Estudios históricos
Los anillos de vórtice deben haberse conocido al menos desde que existe el hábito de fumar, pero una comprensión científica de su naturaleza tuvo que esperar el desarrollo de modelos matemáticos de dinámica de fluidos, como las ecuaciones de Navier-Stokes. 
Los anillos de vórtice fueron analizados matemáticamente por primera vez por el físico alemán Hermann von Helmholtz, en su artículo de 1858 Sobre las integrales de las ecuaciones hidrodinámicas que expresan el movimiento del vórtice. La formación, el movimiento y la interacción de los anillos de vórtice se han estudiado ampliamente.

### Vórtices esféricos
Para muchos propósitos, un vórtice de anillo puede aproximarse como si tuviera un núcleo de vórtice de sección transversal pequeña. Sin embargo, se conoce una solución teórica simple, llamada vórtice esférico de Hill, en referencia al matemático inglés Micaiah John Muller Hill (1856-1929), en la que la vorticidad se distribuye dentro de una esfera (la simetría interna del flujo sigue siendo anular). Tal estructura o un equivalente electromagnético se ha sugerido como una explicación para la estructura interna de los rayos globulares. Por ejemplo, Shafranov utilizó una analogía magnetohidrodinámica con el vórtice mecánico de fluido estacionario de Hill para considerar las condiciones de equilibrio de las configuraciones axialmente simétricas, reduciendo el problema a la teoría del flujo estacionario de un fluido incompresible. En simetría axial, consideró el equilibrio general para las corrientes distribuidas y concluyó bajo el teorema del virial que si no hubiera gravitación, una configuración de equilibrio acotada solo podría existir en presencia de una corriente azimutal. 

### Inestabilidades
Maxworthy observó una especie de estructura simétrica radiante azimutal cuando el anillo de vórtice viaja próximo a una velocidad crítica, que se encuentra entre los estados de turbulencia y laminar. Más tarde, Huang y Chan informaron que si el estado inicial del anillo de vórtice no es perfectamente circular, se produciría otro tipo de inestabilidad. Un anillo de vórtice elíptico sufre una oscilación en la que primero se estira en dirección vertical y se aprieta en dirección horizontal, luego pasa a través de un estado intermedio donde es circular, luego se deforma de la manera opuesta (se estira en dirección horizontal y se aprieta) en vertical) antes de invertir el proceso y volver al estado original. 